# Manuel Blasco de Nebra
Manuel Blasco de Nebra (Sevilla, 2 de maig de 1750 - idm. 12 de desembre 1784) fou un compositor, organista i sacerdot espanyol.

## Vida i obra
Blasco de Nebra va néixer a Sevilla. El seu pare, que venia d'Aragó, era José Blasco de Nebra (Lacarra), que des del 1735 era segon organista de la catedral de Sevilla. Manuel Orlandi Blasco de Nebra va rebre d'ell la seva primera formació musical. Cap al 1766 va marxar a Madrid i va viure amb el seu oncle José de Nebra, que era organista a la capella reial del rei Carles III. treballat. El seu oncle va continuar l'educació musical de Blasco de Nebra i el va introduir en nombroses obres de teclat contemporànies.
El 1768, després de la mort del seu oncle, Blasco de Nebra va tornar a Sevilla, va substituir el seu pare cec com a organista de la catedral i va ser el seu successor el 1778. Sabia llegir molt bé, era conegut pel seu excel·lent toc a l'orgue, el clavicèmbal i el fortepiano i pel seu talent per a la improvisació. Cap al 1780 va publicar les seves Seis sonates para clave, y fuerte piano. Durant la seva curta vida -va morir abans que el seu pare- va compondre unes 170 obres, de les quals només s'han conservat 26 sonates i 6 pastorelles per a instruments de teclat. Els manuscrits de les seves obres es conserven al Convent de la Encarnación d'Osuna, al Convent de Santa Clara de Sevilla i al Convent de Montserrat. La Biblioteca del Congrés posseeix la primera edició d'una col·lecció de sis sonates de 1780.

## Treballs
- Sis sonates para clave y fuerte-piano op. 1 (Madrid, 1780)
- Sis Pastorelles i Dotze Sonates (Manuscrit del Monestir de Montserrat)
- Sis sonates per clavicèmbal (Convent de la Encarnación, Osuna)

## Discografia
- Blasco de Nebra: Works for Keyboard per Josep Colom, Mandala /Harmonia Mundi, 1995.
- Blasco de Nebra: Complet Keyboard Sonates Vol 1 per Pedro Casals, Naxos 2009.[6]
- Blasco de Nebra: Complet Keyboard Sonates Vol 2 per Pedro Casals, Naxos 2010.
- Blasco de Nebra: Complet Keyboard Sonates Vol 3 per Pedro Casals, Naxos 2010.
- Blasco de Nebra: Piano Sonates per Javier Perianes, Harmonia Mundi / IODA, 2010.
- Blasco de Nebra: Complet Piano Works, Vol. 1 per Pedro Piquero, Columna Música, 2009.
- Blasco de Nebra: Complet Piano Works, Vol. 2 per Pedro Piquero, Columna Música, 2010.
- Blasco de Nebra: Complet Piano Works, Vol. 3 per Pedro Piquero, Columna Música, 2011.
- Blasco de Nebra: Complete Piano Works, (3 CDs) per Pedro Piquero, Brilliant Classics, 2025